# Pecan Hill
Pecan Hill é uma cidade localizada no estado norte-americano do Texas, no Condado de Ellis.

## Demografia
Segundo o censo norte-americano de 2000, a sua população era de 672 habitantes.
Em 2006, foi estimada uma população de 650, um decréscimo de 22 (-3.3%).

## Geografia
De acordo com o United States Census Bureau tem uma área de
5,0 km², dos quais 5,0 km² cobertos por terra e 0,0 km² cobertos por água.

## Localidades na vizinhança
O diagrama seguinte representa as localidades num raio de 12 km ao redor de Pecan Hill.